# Beloften
Beloften of espoirs is de aanduiding in het wielrennen voor de categorieën mannen en vrouwen onder 23 jaar zonder profcontract. Wielrennen is een fysiek zware sport, waarbij relatief veel trainingskilometers vereist zijn. Hierdoor zijn er weinig renners van 18-23 jaar in het peloton voor eliterenners. De beloftencategorie is dus eigenlijk een soort tussencategorie tussen de junioren en de elite in.
Deze categorie is ingevoerd in 1996. Daarvoor was er een profcategorie en een amateurcategorie. De amateurcategorie was bedoeld voor jonge renners, die dan later prof konden worden. Echter ook de amateurcategorie professionaliseerde langzaam maar zeker, onder meer doordat de amateurcategorie een uitvalbasis werd voor oudere renners die het in het profpeloton niet (meer) konden waarmaken. Als reactie op deze ontwikkeling heeft de UCI destijds de prof- en amateurcategorie samengevoegd en de beloftencategorie ingevoerd. Voor vrouwen is dit pas sinds 2016 het geval. 
De term beloften wordt ook in de atletiek gebruikt voor mannen en vrouwen onder 23 jaar. Hoewel er weinig wedstrijden georganiseerd worden, is er wel een Belgisch en een Europees kampioenschap voor hen.